# Punho erguido

Símbolo do punho erguido.

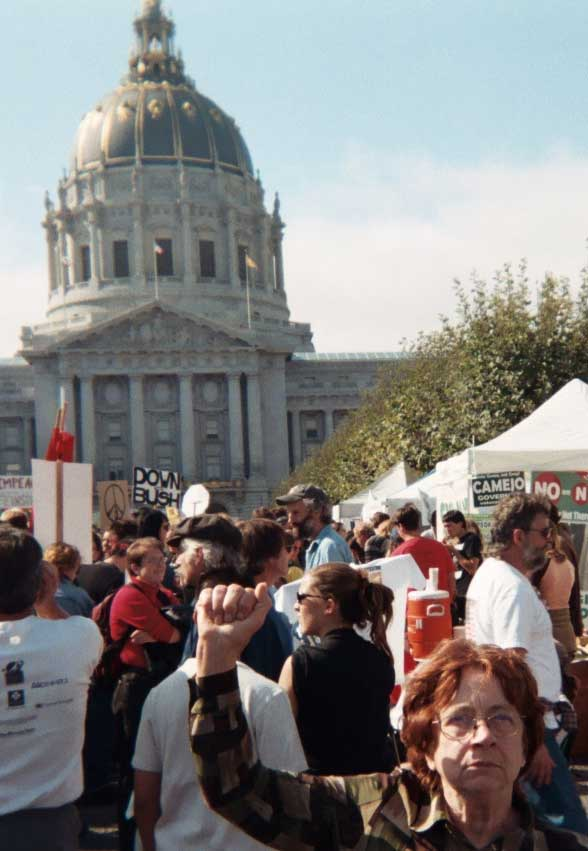
Movimento pacifista

O punho erguido (também conhecido como o punho cerrado) é um símbolo de solidariedade e apoio. Também é utilizado como uma saudação para expressar unidade, força, desafio ou resistência. A saudação remonta a antiga Assíria como um símbolo de resistência em face da violência. 
Um punho direito levantado foi usado como logotipo pelos Trabalhadores Industriais do Mundo em 1917 . No entanto, foi popularizado durante a Guerra Civil Espanhola de 1936 a 1939, quando foi usado pela facção republicana como saudação e era conhecida como " saudação da Frente Popular " ou " saudação antifascista ". A saudação do punho direito se espalhou posteriormente entre esquerdistas (socialistas) e antifascistas em toda a Europa. 
É usado principalmente por ativistas de esquerda, tais como: marxistas, comunistas e anarquistas.